# Brandon (Minnesota)
Brandon és una població dels Estats Units a l'estat de Minnesota. Segons el cens del 2000 tenia 450 habitants.

## Demografia
Segons el cens del 2000, Brandon tenia 450 habitants, 187 habitatges, i 123 famílies. La densitat de població era de 434,4 habitants per km².
Dels 187 habitatges en un 32,6% hi vivien nens de menys de 18 anys, en un 56,1% hi vivien parelles casades, en un 7,5% dones solteres, i en un 33,7% no eren unitats familiars. En el 31% dels habitatges hi vivien persones soles l'11,8% de les quals corresponia a persones de 65 anys o més que vivien soles. El nombre mitjà de persones vivint en cada habitatge era de 2,41 i el nombre mitjà de persones que vivien en cada família era de 2,99.
Per edats la població es repartia de la següent manera: un 27,3% tenia menys de 18 anys, un 8,7% entre 18 i 24, un 23,8% entre 25 i 44, un 24,4% de 45 a 60 i un 15,8% 65 anys o més.
L'edat mediana era de 38 anys. Per cada 100 dones de 18 o més anys hi havia 97 homes.
La renda mediana per habitatge era de 28.750 $ i la renda mediana per família de 38.500 $. Els homes tenien una renda mediana de 26.000 $ mentre que les dones 23.750 $. La renda per capita de la població era de 15.088 $. Entorn del 6,8% de les famílies i l'11,7% de la població estaven per davall del llindar de pobresa.

## Poblacions més properes
El següent diagrama mostra les poblacions més properes.